# جامعة كرايوفا
جامعة كرايوفا (بالرومانية: Universitatea din Craiova)‏ هي جامعة عامة تقع في كرايوفا، رومانيا. تأسست في عام 1947، في البداية مع أربعة معاهد، في قصر العدل في كرايوفا. إنها أكبر جامعة في مقاطعة أولتينيا التاريخية في رومانيا. كانت آخر جامعة تأسست في مملكة رومانيا. كانت خامس جامعة في رومانيا تمت الموافقة عليها رسميًا من قبل المجلس الوزاري لجمهورية رومانيا الاشتراكية في عام 1965، مع سبع كليات: الرياضيات، فقه اللغة، الهندسة الكهربائية، الزراعة، البستنة، الكيمياء والاقتصاد. الجامعة عضو في رابطة الجامعات الأوروبية. وهي تضم حاليًا ما مجموعه 16 كلية وكليتين لبرامج البكالوريوس والدراسات العليا.
البروفيسور سيزار يونوي سبينو هو رئيس الجامعة الثالث عشر منذ عام 2016. يحكم الجامعة سبعة أعضاء مجلس نائب رئيس الجامعة.
تشتهر الجامعة دوليًا بنادي كرة القدم يُسمى نادي يونيفيرسيتاتيا كرايوفا.

## تاريخ

### مؤسسة
تم اقتراح فكرة إنشاء مدرسة عليا في كرايوفا في القرن الثامن عشر من قبل نيكولاي بيلشيسكو، زعيم ثورة والاشيان عام 1848. طرح إنشاء جامعة كرايوفا اقتراحًا قدمه أيون هيلياد روديولسكو في عام 1848. ومع ذلك، فإن فشل ثورة والاشيان عام 1848 لم يسمح بالتنفيذ الفوري لهذه الخطة. بعد قرن تقريبًا، تمت الموافقة على إنشائها بناءً على القانون 138/25 أبريل 1947 في الجريدة الرسمية لمملكة رومانيا.
تأسست كلية الزراعة والمعهد الزراعي في عامي 1947 و1948 على التوالي. كما تم إنشاء المعهد التقني والمعهد التربوي في عامي 1951 و1959 على التوالي. شمل المعهد التربوي في كرايوفا أربع كليات تعليمية: الفلسفة والرياضيات والفيزياء والكيمياء والعلوم الطبيعية.

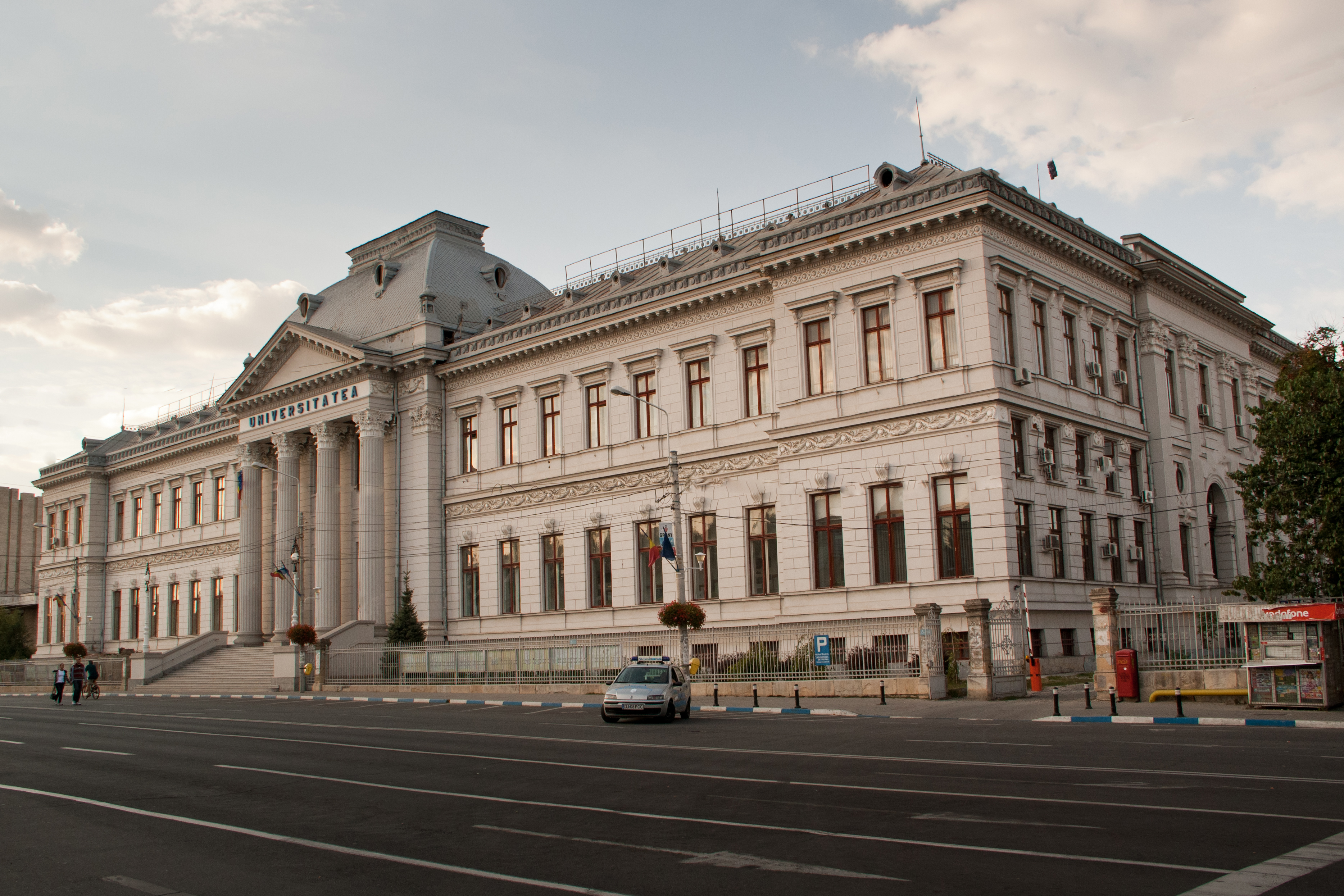
المبنى الرئيسي لجامعة كرايوفا، 2010

### الوضع كجامعة
وفقًا للقانون رقم 894/27 أغسطس 1965 الذي وافق عليه المجلس الوزاري لجمهورية رومانيا الاشتراكية، تم إنشاء جامعة كرايوفا رسميًا مع سبع كليات: الرياضيات، فقه اللغة، الهندسة الكهربية، الزراعة، البستنة، الكيمياء والاقتصاد. تم حل المعهد الزراعي ونقل مرافقه إلى كلية الزراعة وكلية البستنة. تم تقسيم المعهد التربوي في كرايوفا إلى كلية الآداب وكلية اللاهوت وكلية العلوم الاجتماعية وكلية العلوم الطبيعية.
في عام 1970 تم إنشاء كلية الطب. في عام 1998، انفصلت لتصبح جامعة الطب والصيدلة في كرايوفا. تم تصنيفها كواحدة من أفضل جامعات الطب في رومانيا، واكتسبت شعبية بين الطلاب بسبب برنامجها الذي يمتد لست سنوات وعدم وجود امتحان قبول.
في عام 1974 تم تقسيم كلية العلوم الطبيعية إلى كلية الرياضيات وكلية الكيمياء وكلية الفيزياء. أصبحت كلية الرياضيات لاحقًا كلية الرياضيات والعلوم الطبيعية في عام 1991.
بحلول عام 1989 كانت تتألف من الكليات التالية:
- كلية العلوم:[11] برامج في الرياضيات والمعلوماتية والفيزياء
- كلية الآداب: برامج في الآداب واللغات الأجنبية (الرومانية والإنجليزية والفرنسية والروسية)
- كلية الاقتصاد وإدارة الأعمال: برامج في الاقتصاد والمالية والمحاسبة والاقتصاد الزراعي
- كلية الطب: برامج في الطب العام
- كلية الهندسة الكهربائية: برامج في الهندسة الكهربائية وتكنولوجيا الأتمتة وعلوم الكمبيوتر والميكانيكا الكهربائية
- كلية الهندسة الميكانيكية: برامج في الهندسة الميكانيكية والهندسة الصناعية والهندسة الزراعية

في عام 1990، تميز تطورها بإعادة هيكلة المكاتب الإدارية، وإدخال كليات جديدة، وحوسبة العملية الإدارية وتحسين الكليات، لتصبح عضوًا في رابطة الجامعات الأوروبية.
منذ عام 1991، كان لجامعة كرايوفا حرمين جامعيين: كرايوفا ودروبيتا تورنو سيفيرين. يضم حرم جامعة كرايوفا التكنولوجيا والاقتصاد والمعلوماتية وأعمال السكرتارية، بينما يضم حرم دروبيتا تورنو سيفيرين الإدارة والمعلوماتية.

### الجدول الزمني
| عام  | مؤسسة                                                                              |
| ---- | ---------------------------------------------------------------------------------- |
| 1947 | القانون 138/25 أبريل 1947 في الجريدة الرسمية لمملكة رومانيا                        |
| 1948 | كلية الزراعة والمعهد الزراعي                                                       |
| 1951 | المعهد الفني                                                                       |
| 1953 | المعهد الزراعي حديقة نباتية                                                        |
| 1959 | المعهد التربوي                                                                     |
| 1961 | كلية العلوم الاجتماعية                                                             |
| 1965 | القانون رقم 894/27 أغسطس 1965 الصادر عن المجلس الوزاري لجمهورية رومانيا الاشتراكية |
| 1966 | مكتبة الجامعة وسكن الطلاب                                                          |
| 1970 | كلية الطب                                                                          |
| 1972 | متحف تاريخ الطب                                                                    |
| 1977 | كلية الهندسة الميكانيكية                                                           |
| 1979 | حديقة جبال الألب النباتية في جبال بارانج                                           |
| 1981 | مركز تكنولوجيا المعلومات بالجامعة                                                  |
| 1991 | كلية الحقوق والعلوم الادارية                                                       |
| 1992 | كلية اللاهوت                                                                       |
| 1994 | دار الطباعة الجامعية                                                               |
| 1995 | كلية التربية البدنية والرياضة                                                      |
| 1996 | محطة تلفزيون الجامعة                                                               |
| 1998 | جامعة الطب والصيدلة في كرايوفا                                                     |

### المبنى الرئيسي

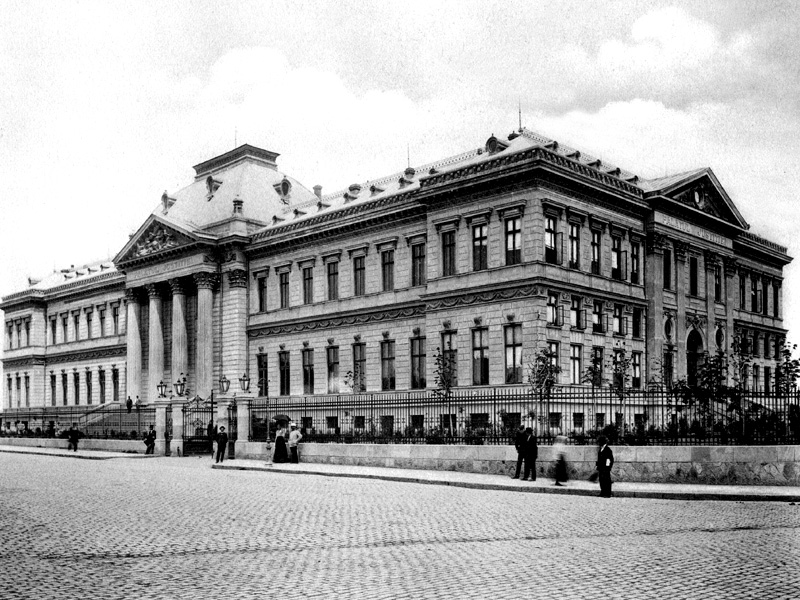
قصر العدل في كرايوفا في عام 1900، أصبح فيما بعد المبنى الرئيسي لجامعة كرايوفا

يقع المبنى الرئيسي لجامعة كرايوفا، المسمى الجناح أ، في المنطقة الوسطى من كرايوفا. تم الانتهاء من بنائه في عام 1896، وقد صممه المهندس المعماري يون سوكوليسكو العمارة الكلاسيكية الجديدة. تم استخدامه لقصر العدل في كرايوفا. بعد انتقاله إلى الجامعة، تم إجراء العديد من التعديلات الداخلية عليه.
يتكون المبنى الرئيسي من جناحين مختلفين على شكل حرف U يوحدهما جناح مركزي، مما يحد من ساحتي الفناء الداخليين. تم تصميم المدخل الرئيسي والمدخل الخارجي بالكامل والعمارة الداخلية على أنها معمارية كلاسيكية. في عام 1972 تم إضافة جناح جديد للمبنى الرئيسي الذي أصبح مكتبة الجامعة. مع مرور الوقت، تم تغيير موقع المداخل لتسهيل الوصول إلى الكليات والغرف. تم إنشاء بعض المساحات التكميلية من خلال بناء الجدران الفاصلة.
في عام 1977، عندما أعيد بناء المبنى الرئيسي، تم نقل بعض الكليات (الزراعة والهندسة الميكانيكية والطب) إلى مبان مختلفة.
منذ عام 1998 تم تزيين الفصول الدراسية والمختبرات والمكاتب وتحديثها. بدأ تدعيم الجناح الشرقي للمبنى الرئيسي عام 1996 وانتهى عام 2002. تم بناء كافيتريا في قبو المبنى. في عام 2002، تم تجديد وتحديث القاعة الزرقاء والقاعة المركزية.

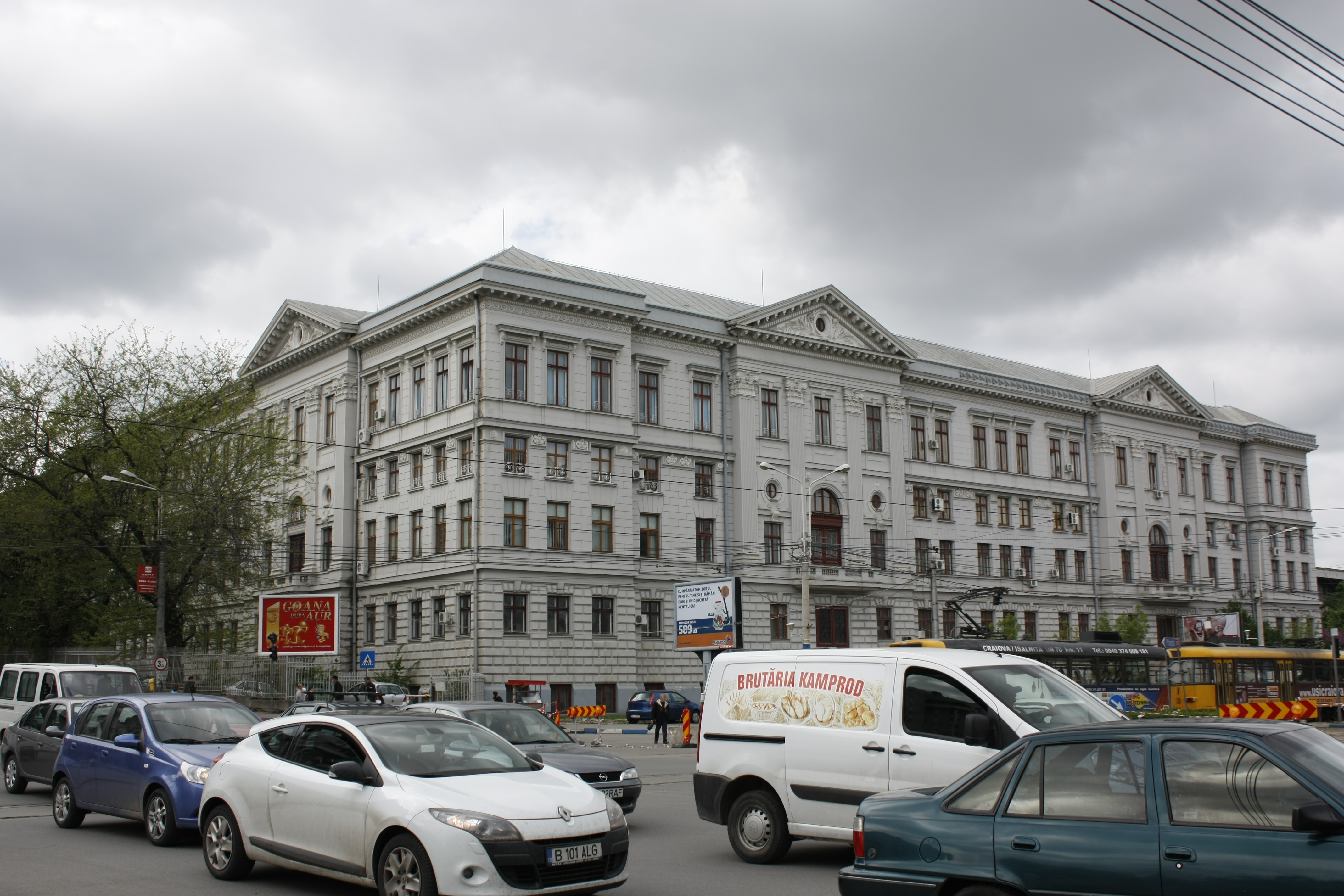
جامعة كرايوفا، المبنى الرئيسي

حاليًا، لا تزال 8 كليات من أصل 17 موجودة في المبنى الرئيسي:
- كلية الحقوق والعلوم الادارية
- كلية الآداب
- كلية العلوم[11]
- كلية البستنة
- كلية العلوم الاجتماعية
- كلية اللاهوت
- كلية الاقتصاد وإدارة الأعمال

يضم المبنى الرئيسي الآن 35 فصلاً دراسيًا و16 قاعة ندوات و21 مختبرًا وغرفة ورشة عمل.

## الملف الأكاديمي

### إحصائيات المدرسة
ارتفع عدد الطلاب المسجلين في جامعة كرايوفا بشكل كبير منذ عام 1947. كانت تمثل 4.6% من إجمالي عدد الطلاب الرومانيين في عام 2000. هو 336 طالبًا لكل 10000 نسمة، وهو أكبر من متوسط عدد الطلاب البالغ 238 طالبًا لكل 10000 من السكان في البلاد.
بدأت جامعة كرايوفا برامج الدكتوراه في عام 1966. حاليًا، يشرف على برامج الدكتوراه 63 أستاذًا. منحت الجامعة درجات الدكتوراه الفخرية لأكثر من 60 شخصًا من مختلف البلدان لمساهماتهم في العلوم والتعليم.

### الترتيب
وفقًا لتصنيف الجامعات حسب الأداء الأكاديمي (URAP)، تم تصنيف جامعة كرايوفا في المرتبة 14 في رومانيا و1777 في العالم في عام 2014. صنفت تصنيفات المؤسسات سكلماجو (SIR) جامعة كرايوفا على أنها الحادية عشرة كأفضل جامعة بحثية بين الجامعات الرومانية وتقع في المرتبة 1661 عالميًا في 2014. وفقًا لتصنيفات المؤسسات سلماجو (SIR)، بناءً على البيانات التي تم جمعها بين عامي 2007 و2011، احتلت جامعة كرايوفا المرتبة 1645 في العالم، و103 إقليمياً ورقم 10 في البلاد من خلال عدد المنشورات. صنفت وب ماتريكس جامعة كرايوفا في المرتبة التاسعة في رومانيا و1787 في العالم في عام 2014. تم تصنيفها على أنها الجامعة الثانية عشر في رومانيا من قبل 4 كليات وجامعات دولية.

## التنظيم والهيكل

### ملكات
تضم جامعة كرايوفا أربع عشرة كلية:
 
- كلية الآداب
- كلية العلوم[11]
- كلية العلوم الاجتماعية
- كلية اللاهوت
- كلية التربية البدنية والرياضة
- كلية الزراعة
- كلية البستنة
- كلية الحقوق والعلوم الادارية
- كلية الاقتصاد وإدارة الأعمال
- كلية الهندسة الكهربائية
- كلية الهندسة الميكانيكية
- كلية الهندسة الكهروميكانيكية
- كلية الأتمتة والحاسبات والإلكترونيات
- كلية الهندسة وإدارة النظم التكنولوجية

### الكليات
- كلية جامعة كرايوفا
- كلية جامعة دروبيتا تورنو سيفيرين

### مراكز البحوث التابعة
- مركز أبحاث الذكاء الاصطناعي
- معهد مهندسي الكهرباء والإلكترونيات / مركز البحوث
- مركز أبحاث / تطوير الوسائط المتعددة
- مركز الابتكار ونقل التكنولوجيا
- مركز الحوار بين العلوم واللاهوت
- المركز الإقليمي للتدريب مدى الحياة في مجال الطاقة
- قسم التكنولوجيا والابتكار في مجال الريس المتقدم
- قسم البحث العلمي وإدارة البرامج
- قسم العلاقات الاجتماعية والاقتصادية والثقافية

## خدمات

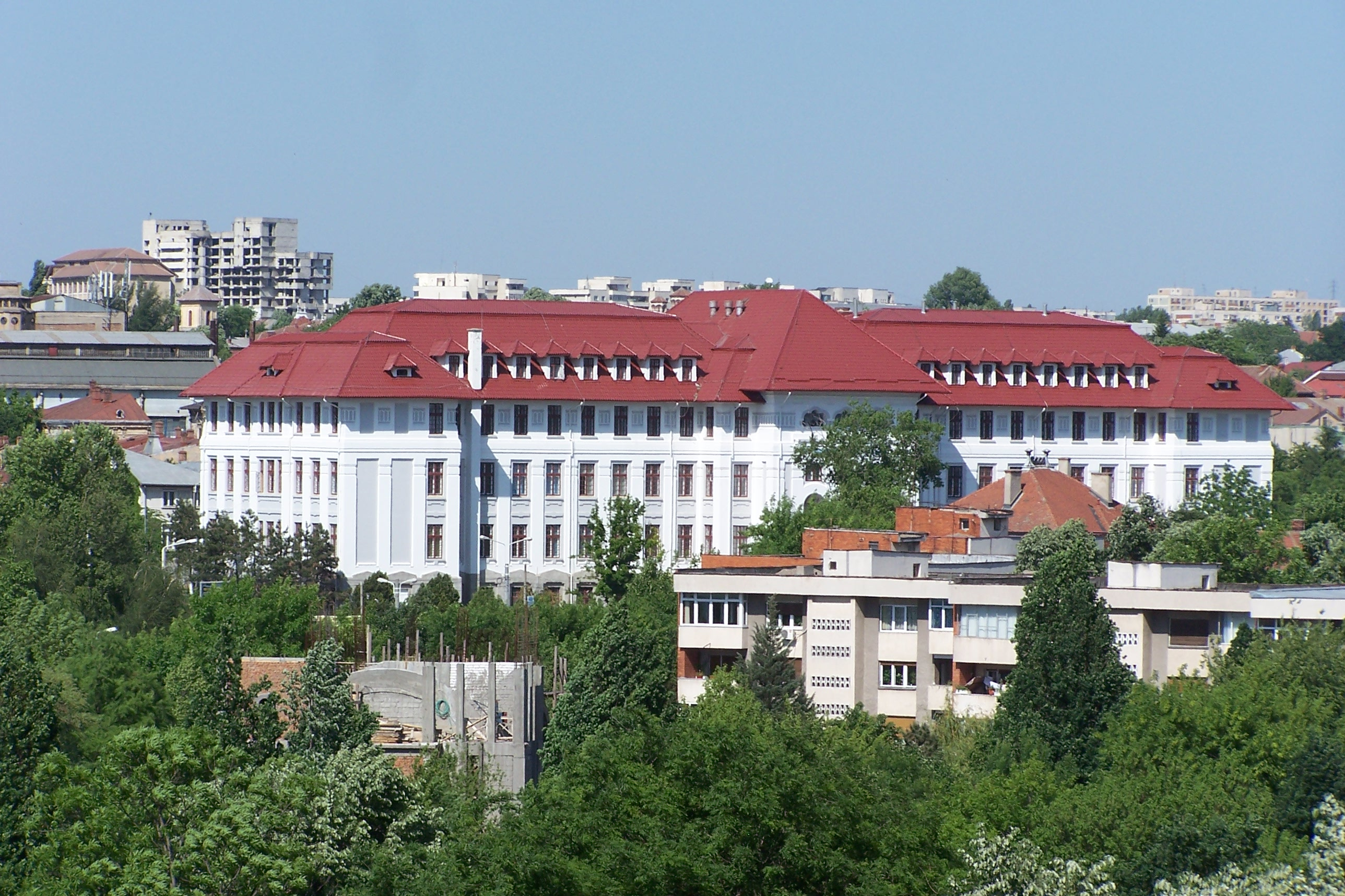
جامعة الطب والصيدلة في كرايوفا

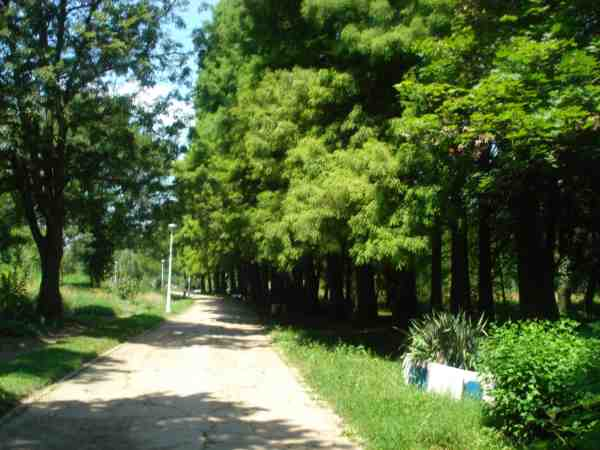
حديقة كرايوفا النباتية

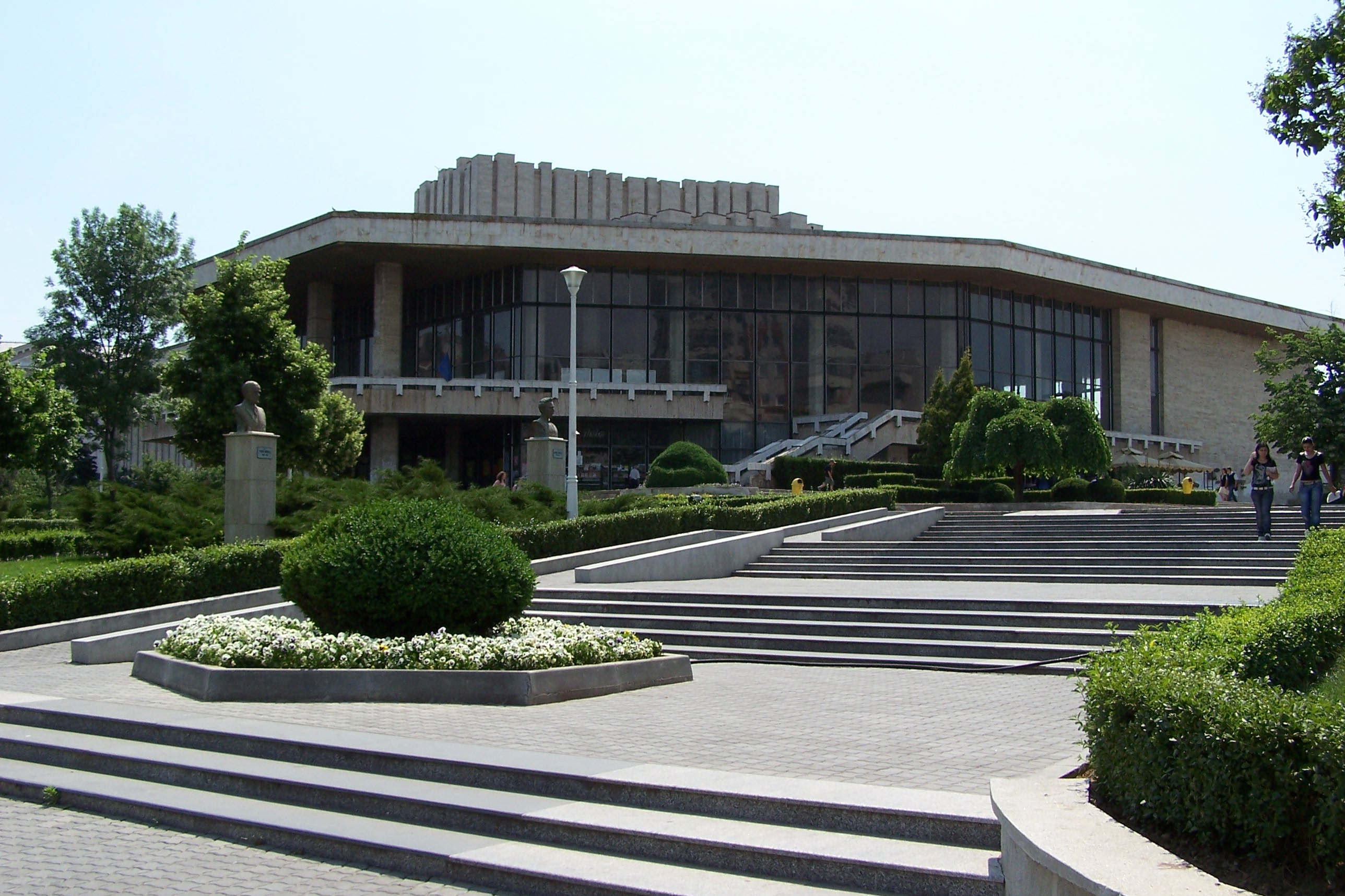
National Theater of Craiova

- المجمع الزراعي. تم بناء مبنى كلية الزراعة عام 1930. بها 7 فصول دراسية، 36 مختبرا، ورشتان (مقصف وصيانة)، ونزل للطلاب (1-5).
- مجمع الميكانيكا. يضم هذا المبنى كليتين، الهندسة الميكانيكية والكيمياء. بها ورشة نجارة واحدة وصوبات تجريبية وبيوت طلابية (6-9) ومقصف واحد (رقم 2) وقاعة واحدة (رقم 2).
- مجمع الكهروتكنيك. يضم هذا المبنى كلية الهندسة الكهربائية وكلية الأتمتة والحاسبات والإلكترونيات. المباني الجديدة هي البنى التحتية الفنية والمادية التابعة لهذا المجمع.
- قاعات ونادي الجامعة. كان منزل رومانسكو الذي تم بناؤه في القرن التاسع عشر، والذي تم تحويله إلى قاعات جامعية. لقد تم من خلال إعادة الإعمار والديكور والترميم. إنه المبنى الأكثر تمثيلا في كرايوفا من القرن التاسع عشر. أعيد بناؤه وزخرفته عام 1903.
- المكتبة المركزية. تحتوي مكتبة الجامعة على أكثر من مليون مجلد مادي.
- محطة تلفزيون الجامعة. تأسست عام 1995 وبدأت برامجها التلفزيونية في يناير 1996.
- دار الطلاب. تم بنائه عام 1966. كان هدفها الأولي هو استضافة الأنشطة الثقافية والتعليمية والعروض الترفيهية.
- حديقة جبال الألب النباتية «مارين باون». تقع الحديقة النباتية رانكا في جبال بارانك، على ارتفاع 1550 مترًا، وهي الحديقة النباتية الوحيدة في هذا الارتفاع. لديها مجموعة واسعة من الأنواع الأوروبية لأنشطة البحث العملي لطلاب وكليات الزراعة.
- حديقة كرايوفا النباتية. تم افتتاح المعهد الزراعي للحدائق النباتية في عام 1952، من أجل تسهيل الأنشطة البحثية التي يقوم بها أعضاء هيئة التدريس في كليتي الزراعة والبستنة. إنه أيضًا مكان للترفيه. تنقسم الحديقة إلى ستة مناطق: النظاميات النباتية، ومقاطعات الأزهار في الكرة الأرضية، والنباتات المزروعة، وأسرّة البذور، والجغرافيا النباتية لمنطقة أولتينيا، والصوبات الزراعية.
- فيلا ميرسيا. يقع في إحدى ضواحي كرايوفا. لديه مرافق لاستيعاب العلماء الزائرين وأعضاء هيئة التدريس.

### المنشورات
حوليات جامعة كرايوفا:
- سلسلة الرياضيات والفيزياء والكيمياء
- سلسلة الرياضيات وعلوم الكمبيوتر
- الفيزياء
- سلسلة العلوم الاقتصادية
- سلسلة الهندسة الكهربائية
- سلسلة الأتمتة وأجهزة الكمبيوتر والإلكترونيات والميكاترونكس
- سلسلة اللاهوت
- سلسلة العلوم الطبية
- فقه اللغة، سلسلة اللغة الإنجليزية
- سلسلة الجغرافيا
- برمجيات (ELSE)
- مجلة الاقتصاديين الشباب

### رياضة
أنشئ نادي يونيفيرسيتاتيا كرايوفا في عام 1948، وغيّر اسم الفريق لاحقًا إلى عدة أسماء.

## معرض صور

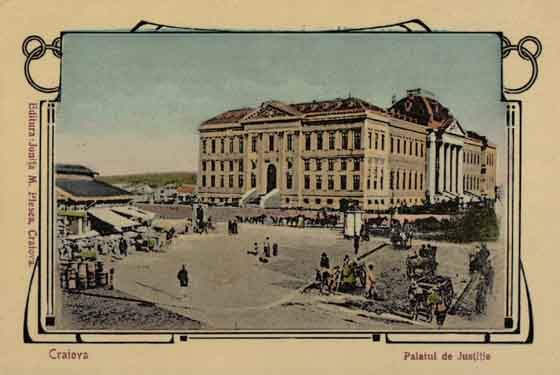
قصر العدل 1906
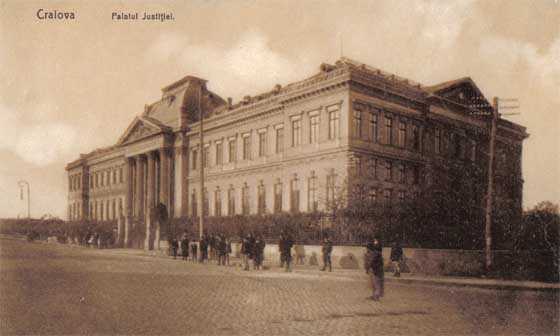
قصر العدل 1910
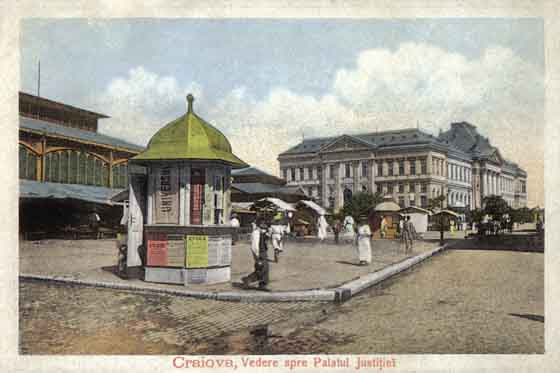
قصر العدل 1912
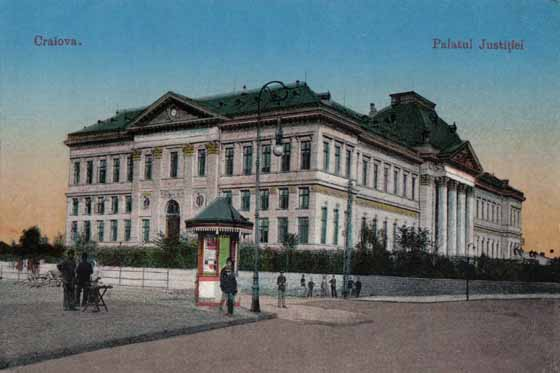
قصر العدل 1915
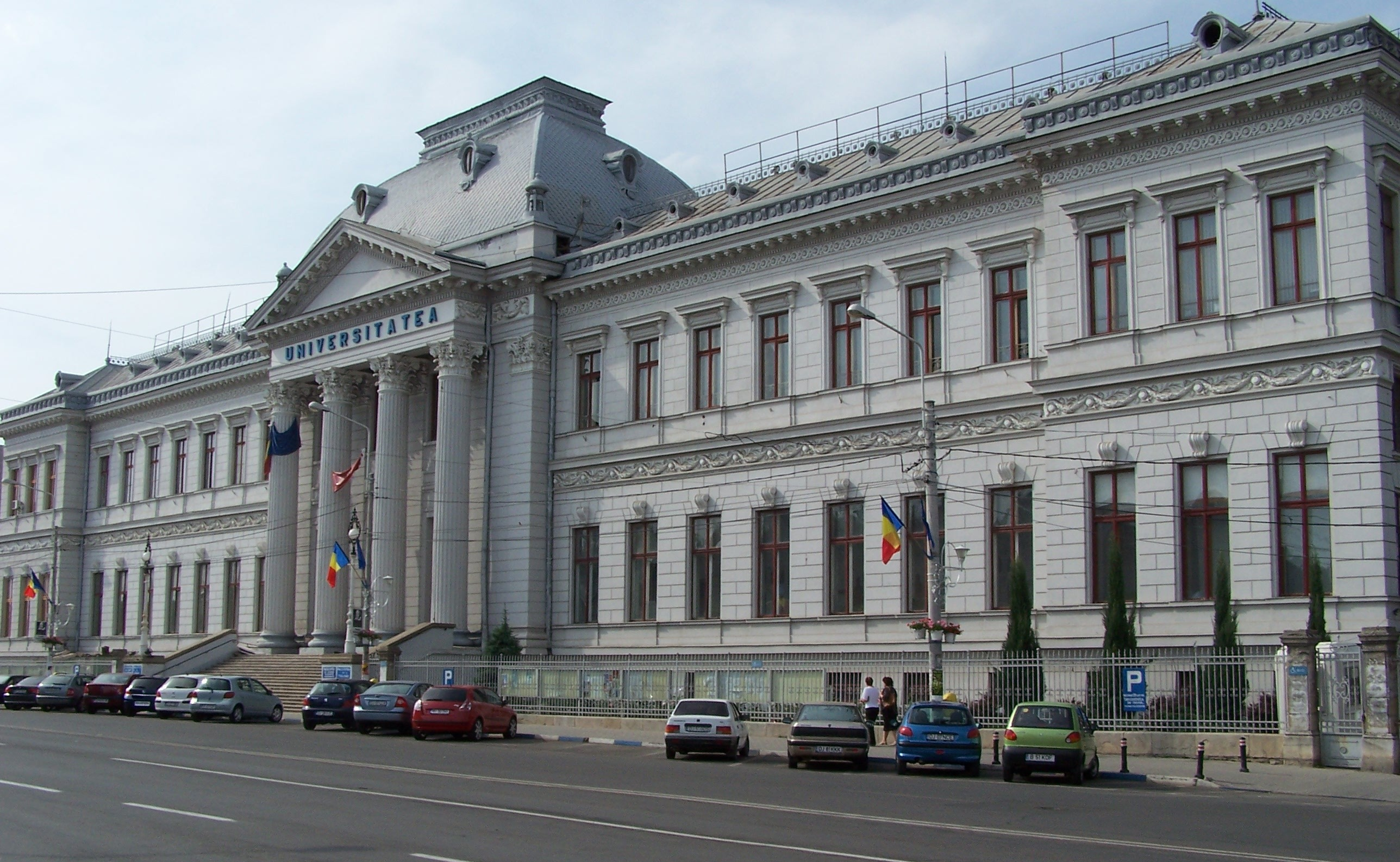
المبنى الرئيسي للجامعة 2008

## الجامعات الشريكة
تشارك جامعة كرايوفا في البرامج التعليمية الأوروبية وتقوم بالتعاون والتبادل الطلابي مع المؤسسات الأخرى في الخارج. تعمل الجامعة على توسيع نطاق التعاون وتحسين الخبرة التربوية لكل من الأساتذة والطلاب. وقعت اتفاقيات تعاون مع الجامعات الدولية التالية:
- جامعة بروكسل الحرة، بلجيكا
- جامعة لوفان الكاثوليكية، بلجيكا
- Pädagogisches Institut des Bundes، النمسا
- جامعة بيليفيلد، ألمانيا
- Fachhochschule Bochum [الإنجليزية]، ألمانيا
- Hamburger Universität für Wirtschaft und Politik [الإنجليزية]، ألمانيا
- جامعة مدريد المستقلة، إسبانيا
- جامعة إشبيلية، إسبانيا
- ESIGETEL، فرنسا
- جامعة جوزيف فورييه (Grenoble I)، فرنسا
- جامعة بول فاليري مونبلييه، فرنسا
- جامعة بيير وماري كوري (Paris VI)، فرنسا
- École Supérieure d'Ingénieurs en Électronique et Électrotechnique، فرنسا
- معهد غرينوبل للتقنية، فرنسا
- Paul Sabatier University (Toulouse III)، فرنسا
- National Polytechnic Institute of Toulouse، فرنسا
- جامعة بورغندي، فرنسا
- جامعة أرسطو، اليونان
- جامعة لاكويلا، إيطاليا
- جامعة بيروجا، إيطاليا
- جامعة تورينو، إيطاليا
- جامعة خرونينغن، هولندا
- Universidade Catolica Portuguesa، البرتغال
- جامعة هلسنكي، فنلندا
- جامعة لابينرنتا للتكنولوجيا، فنلندا
- جامعة بدفوردشير، المملكة المتحدة

## أعضاء هيئة التدريس والخريجون والعمداء
أعضاء هيئة التدريس وخريجو الجامعة ما يلي:
- آنا ماريا برانزي، مبارزة رومانية؛ حصلت على ماجستير في العلوم من جامعة كرايوفا عام 2007
- نيكولاي أونجوريانو، مدافع كرة قدم روماني متقاعد
- ليا أوغوتا فاسيلسكو، سياسية رومانية؛ عضوة في الحزب الديمقراطي الاجتماعي (PSD) ورئيسة بلدية كرايوفا منذ يونيو 2012؛ تخرجت من كلية العلوم الاجتماعية في جامعة كرايوفا
- إيلي ساربو، عالم لاهوت واقتصادي وسياسي روماني؛ حصل على إجازة في الإدارة من كلية الاقتصاد بجامعة كرايوفا عام 1998
- مايل سيربينيان، صحفي، مراسل حربي؛ درس في كلية الإدارة في جامعة كرايوفا

العمداء:
- أندريه مورارو (1948-1952)
- إيون لونغو (1952-1955)
- الكسندرو بويا (1955–1964)
- ماريوس بريدا (1966-1968)
- ميرسيا أوبرين (1968-1971)
- تيتوس جورجيسكو (1971-1974)
- تيبيريو نيكولا (1974-1981)
- سيلفيو بوكاكاو (1981–1984)
- تيبيريو نيكولا (1984-1989)
- ميرسيا إيفونسكو (1990-2004)
- إيون فلاديميرسكو (2004-2012)
- دان كلاوديو دنيور (2012-2016)
- سيزار يونوي سبينو (2016-)

## روابط خارجية
- الموقع الرسمي